# Cichlocolaptes holti
El ticotico cejipálido chico (Cichlocolaptes holti) es una especie —o la subespecie Cichlocolaptes leucophrus holti, dependiendo de la clasificación considerada—  de ave paseriforme de la familia Furnariidae endémica del sureste de Brasil. 

## Distribución y hábitat
Se distribuye en la mata atlántica de la franja costera del sureste de Brasil, desde São Paulo hacia el sur hasta el noreste de Santa Catarina y el noreste de Rio Grande do Sul.
Esta especie es considerada poco común en su hábitat natural, las selvas húmedas montanas, hasta los 1400 m de altitud.

## Sistemática

### Descripción original
La especie C. holti fue descrita por primera vez por el ornitólogo brasileño Olivério Mário de Oliveira Pinto en 1941 bajo el nombre científico de subespecie Cichlocolaptes leucophrus holti; la localidad tipo es: « Alto da Serra, São Paulo».

### Etimología
El nombre genérico masculino «Cichlocolaptes» se compone de las palabras del griego «κιχλη kikhlē»: zorzal, y «κολαπτης kolaptēs»: cincelador, que cincela;  y el nombre de la especie «holti», conmemora al explorador estadounidense Ernest Golson Holt (1889-1983).

### Taxonomía
La presente especie es tratada como la subespecie C. leucophrus holti del ticotico cejiblanco (Cichlocolaptes leucophrus) por la mayoría de los autores, pero es reconocida como especie separada por Aves del Mundo (HBW) y Birdlife International (BLI) con base en diferencias morfológicas, especialmente plumaje y menor tamaño, y de vocalización.
Las principales diferencias apuntadas por HBW para justificar la separación son: la cola más oscura (castaño vivo y no castaño-dorado a beige rojizo); plumas más negras en la corona oscura estriada de beige; las partes superiores ligeramente más oliváceas; la garganta ligeramente más extensiva de color beige liso; la lista superciliar generalmente más ancha y más pálida; tamaño menor; vocalización diferente, los datos publicados muestran una frecuencia más alta en el llamado vibrado y un timbre más alto en el llamado áspero. Es monotípica.